# ブロックトン (オンタリオ州)
ブロックトン（英：Municipality of Brockton）は、カナダのオンタリオ州西部、ブルース郡に位置する都市。1991年1月1日にブラント（Brant）、グリーノック（Greenock）、ウォーカートン（Walkerton）の3つの町が合併して設立された。ブロックトン（Brockton）の名は「Brant Greenock Walkerton」の文字から来ている。人口9,641人で、面積は565.07km²。

## 地区（町）
- ウォーカートン（Walkerton）

1871年に町は組織され、1850年代にこの地に入植したジョセフ・ウォーカー（Joseph Walker）の名を取ってウォーカートンと名付けられた。1991年に合併しブロックトンの一部となる。ブルース郡の行政府もここに位置する。